# Themelium curtisii
Themelium curtisii är en stensöteväxtart som först beskrevs av Bak., och fick sitt nu gällande namn av Barbara S. Parris. Themelium curtisii ingår i släktet Themelium och familjen Polypodiaceae. Inga underarter finns listade.